# ハインリヒ・ラインホルト
ハインリヒ・ラインホルト（Johann Heinrich Carl Reinhold、1788年7月18日 - 1825年1月15日）はドイツの画家、版画家である。

## 略歴
テューリンゲンのゲーラに生まれた。父親は肖像画家、風俗画家のレーベレヒト・ラインホルト(Johann Friedrich Leberecht Reinhold:1744–1807)で、異母兄に風景画家となったフリードリヒ・フィリップ・ラインホルト(Friedrich Philipp Reinhold:1779-1840)がいる。
ドレスデンの美術学校で学んだ後、1806年に兄が学んでいたウィーンに移り、ウィーン美術アカデミーに入学した。ラインホルトの技術はルーブル博物館の初代館長となったフランスのヴィヴァン・ドゥノンが注目するところになり、ドゥノンの助言で1809年にパリに移った。パリには5年間滞在し、ナポレオンの事跡を描き、ドゥノンのもとで銅版画を製作した。1814年にウィーンに戻った後は風景画に専念した。
兄やヴェルカー(Ernst Welker)、クライン(Johann Adam Klein)、エルハルト(Johann Christoph Erhard)といった友人の画家たちとザルツブルクやベルヒテスガーデナー・ラントの風景を描いた。
1819年に友人の画家、エルハルトとイタリアに移り、イタリアで没するまでの5年間、イタリアの各地を描いた。イタリアに滞在していたドイツ人画家たち、カール・ゲツロフやルートヴィヒ・リヒターとも親しくなった。ナポリや美術愛好家のロプコヴィッツ侯爵の子息(Ferdinand von Lobkowitz)とシチリアも訪れた。友人のエルハルトは、精神障害を患い、1822年に自殺し、ラインホルトも病気になり、1825年にローマで没した。36歳であった。
「ナザレ派」に近いフリードリヒ・フォン・オリヴィエやユリウス・シュノル・フォン・カロルスフェルトとともに写生旅行を行いヨーゼフ・アントン・コッホとも知り合った。ラインホルトの風景画にはヨーゼフ・アントン・コッホの影響があるとされる。

## 作品

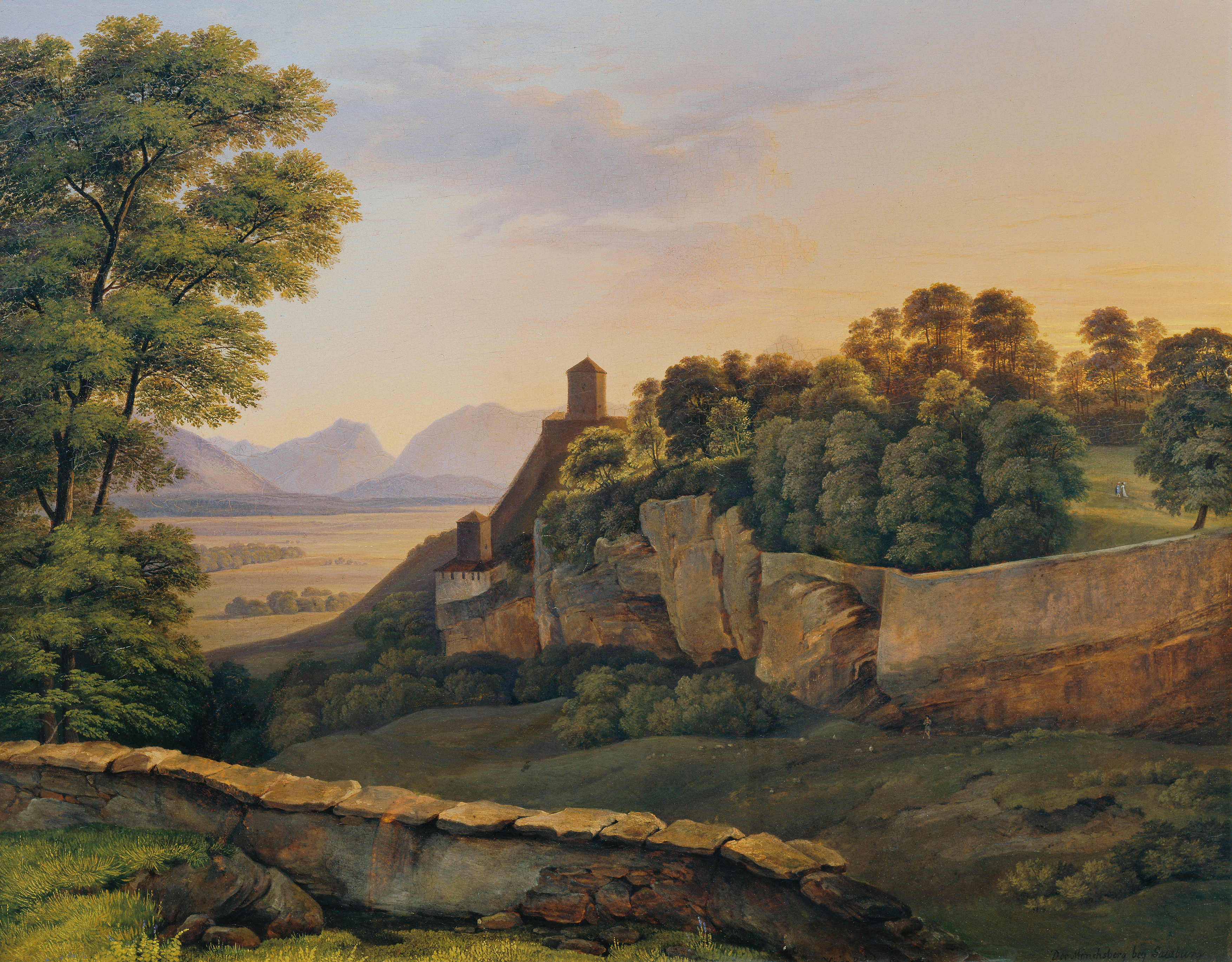
メンヒスベルクの風景
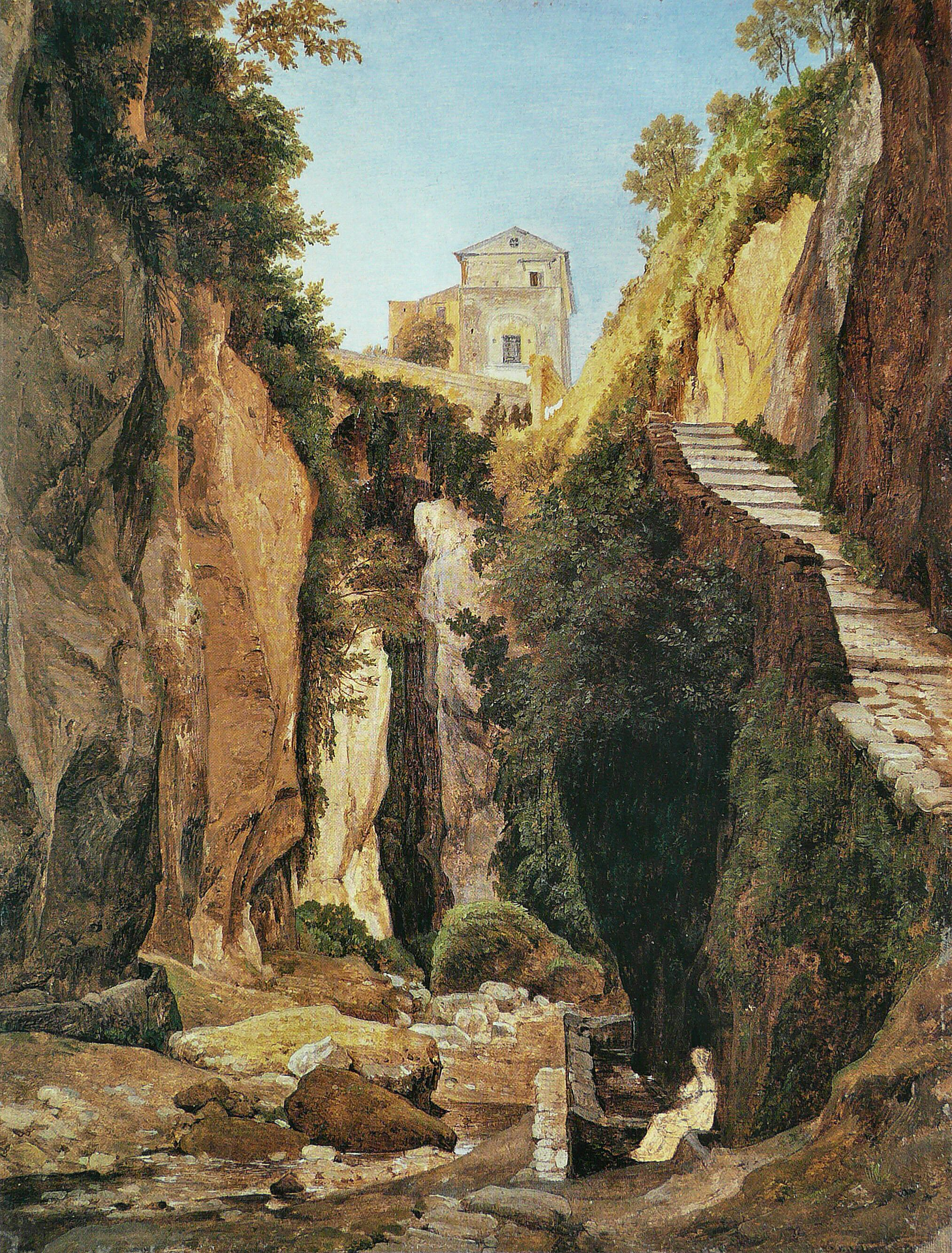
ソレント
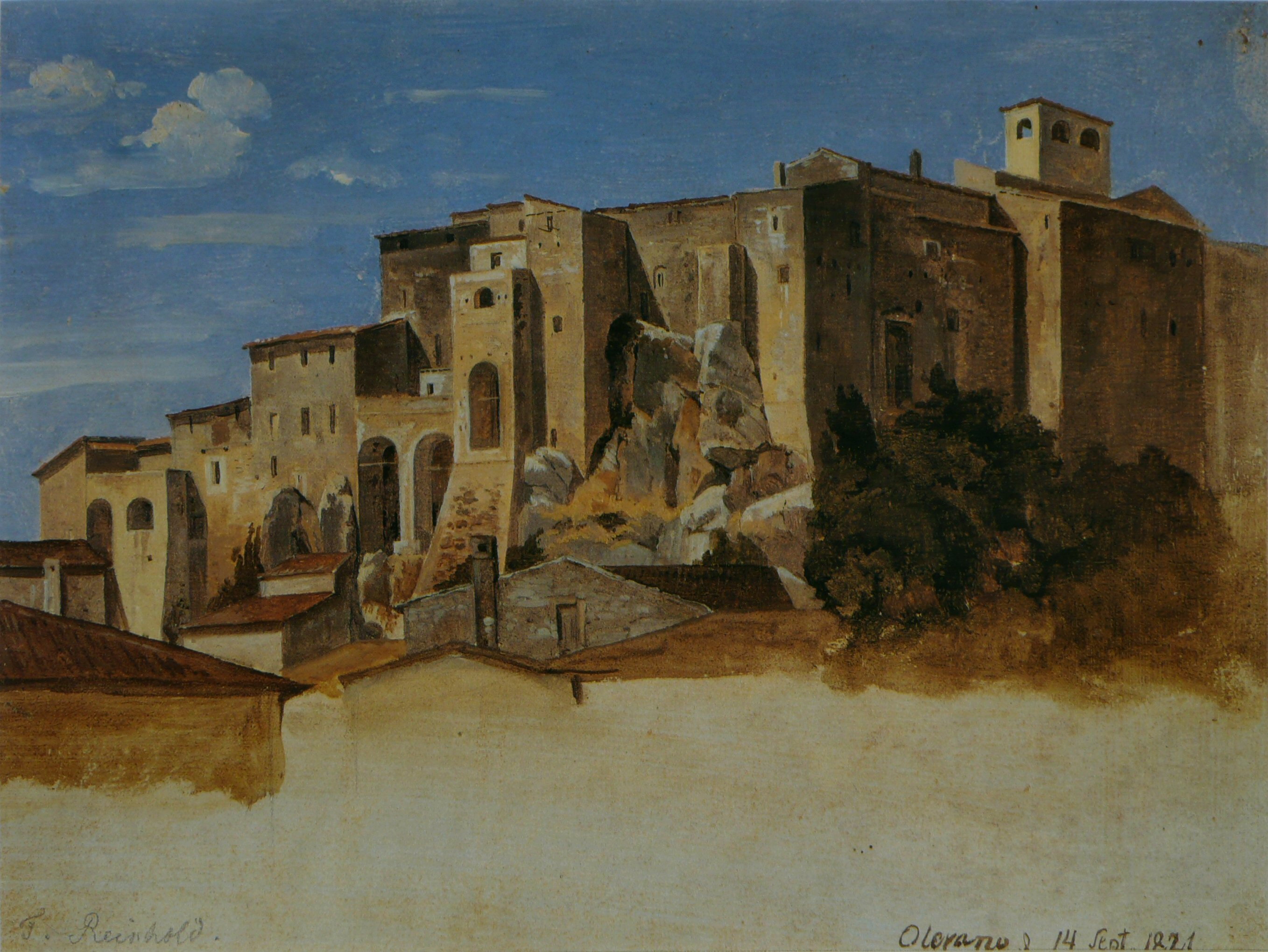
オレーヴァノ・ロマーノ
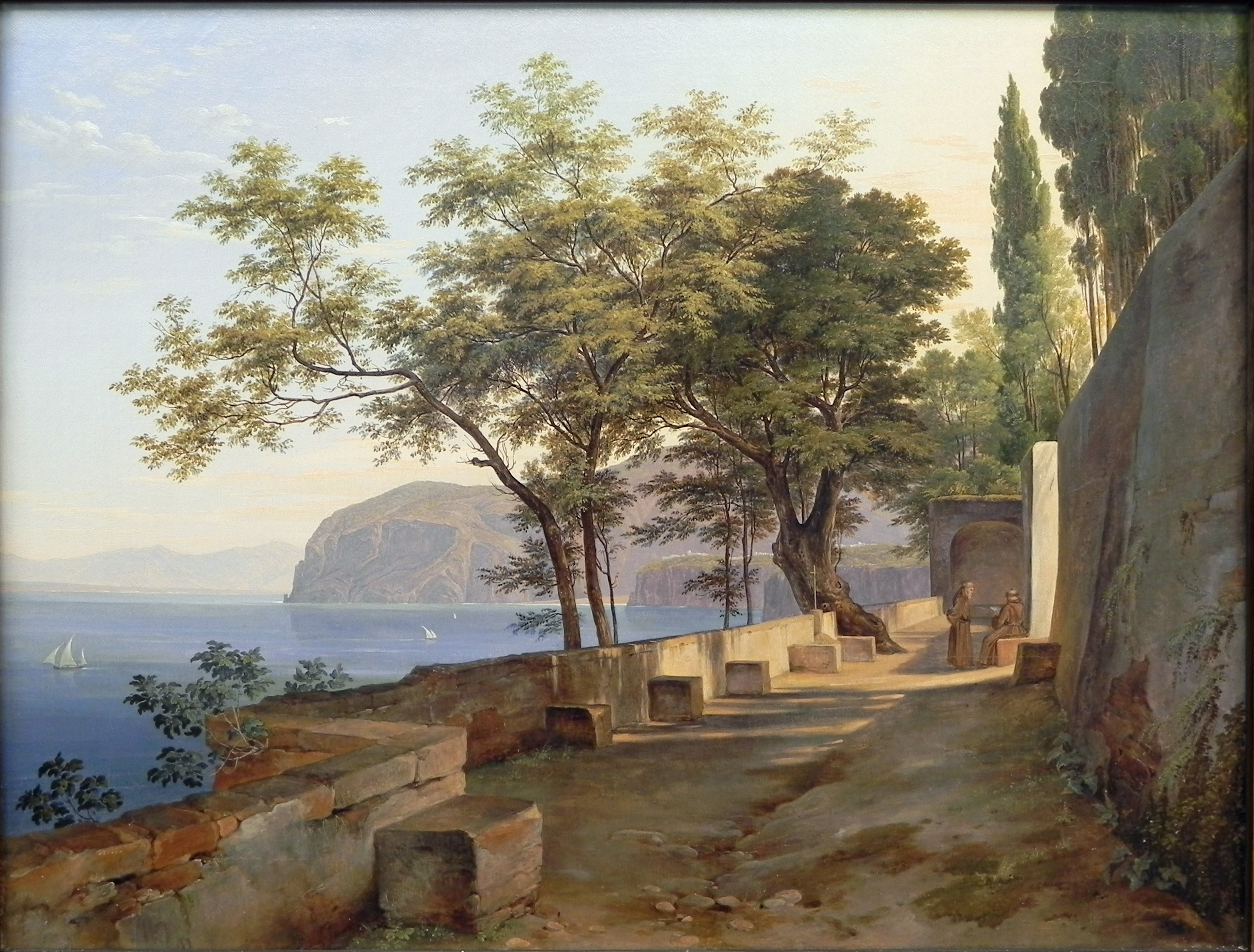
ソレントの修道院